# Лаунеле (Олт)
Лаунеле (рум. Lăunele) насеље је у Румунији у округу Олт у општини Самбурешти. Oпштина се налази на надморској висини од 257 m.

## Становништво
Према подацима из 2002. године у насељу је живело 188 становника, од којих су сви румунске националности.